# Interacción de galaxias

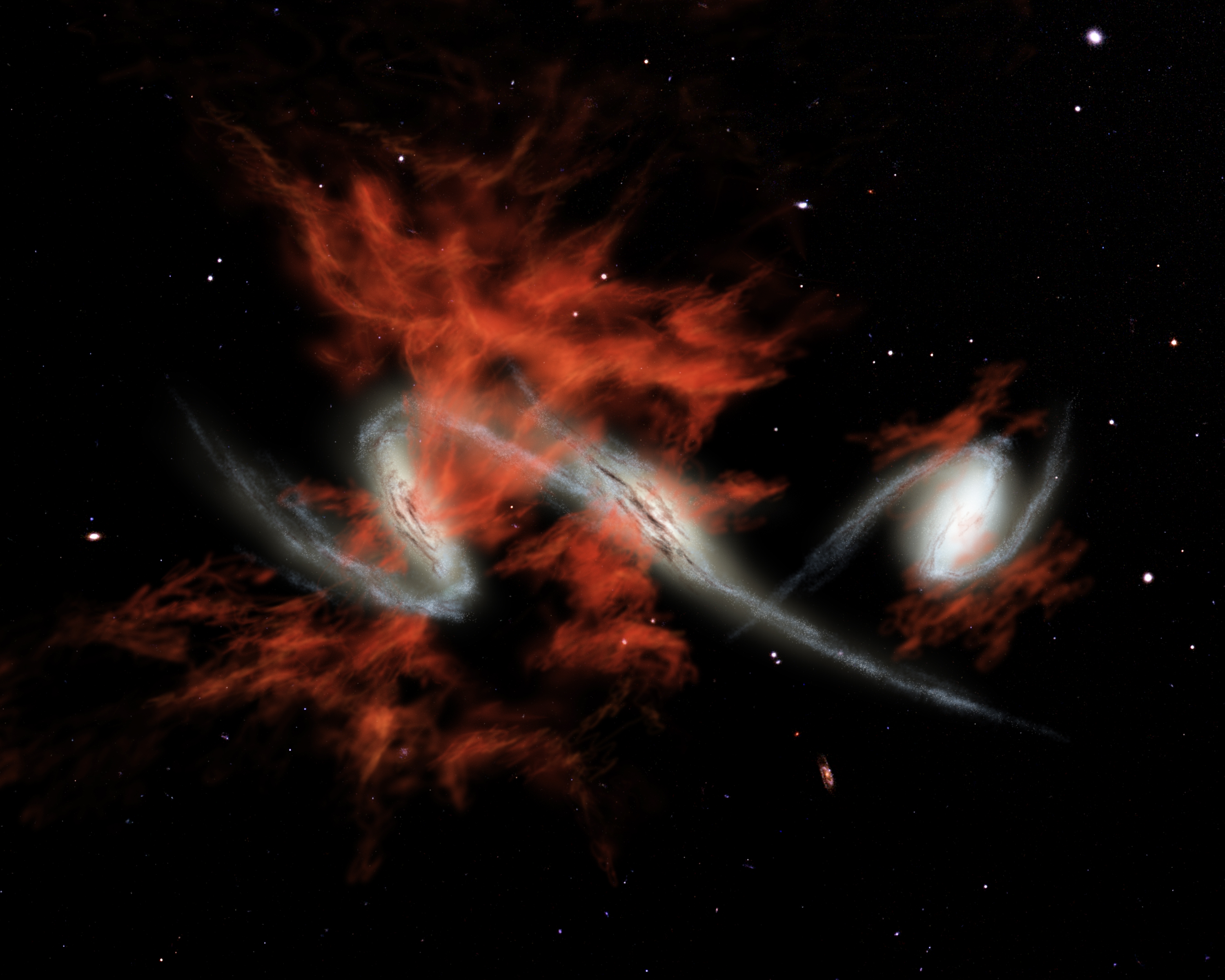
Dibujo artístico de galaxias interactuando

La interacción de galaxias (colisión de galaxias) es el resultado de la perturbación de la gravedad de una galaxia sobre otra. Un ejemplo de interacción menor es una galaxia satélite perturbando el brazo espiral de la galaxia primaria. Un ejemplo de perturbación mayor sería una colisión galáctica.

## Interacción satélite

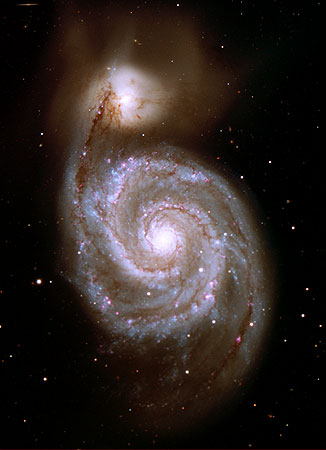
La Galaxia Remolino con su galaxia irregular satélite NGC 5195.

Una galaxia gigante interactuando con su galaxia satélite es bastante común. La gravedad de la galaxia satélite puede atraer uno de los brazos espirales de la galaxia primaria. O incluso la galaxia satélite puede hundirse en la primaria (ejemplo galaxia Enana Elíptica de Sagitario). Eso puede provocar una pequeña cantidad de formación estelar. El satélite puede ser una aspiradora y absorber algunas de las estrellas de la primaria o al revés.

## Colisión de galaxias
Las colisiones de galaxias son frecuentes en la evolución galáctica. Debido a la distribución extremadamente tenue de la materia en las galaxias, no se trata de colisiones propiamente dichas, sino más bien de interacción gravitacional. Una colisión puede comportar una fusión de galaxias. 
Eso sucede cuando dos galaxias chocan y no tienen suficiente cantidad de movimiento para continuar el viaje después de la colisión. Entonces, poco a poco se unen hasta formar una sola galaxia, después de muchos pases la una con la otra. 

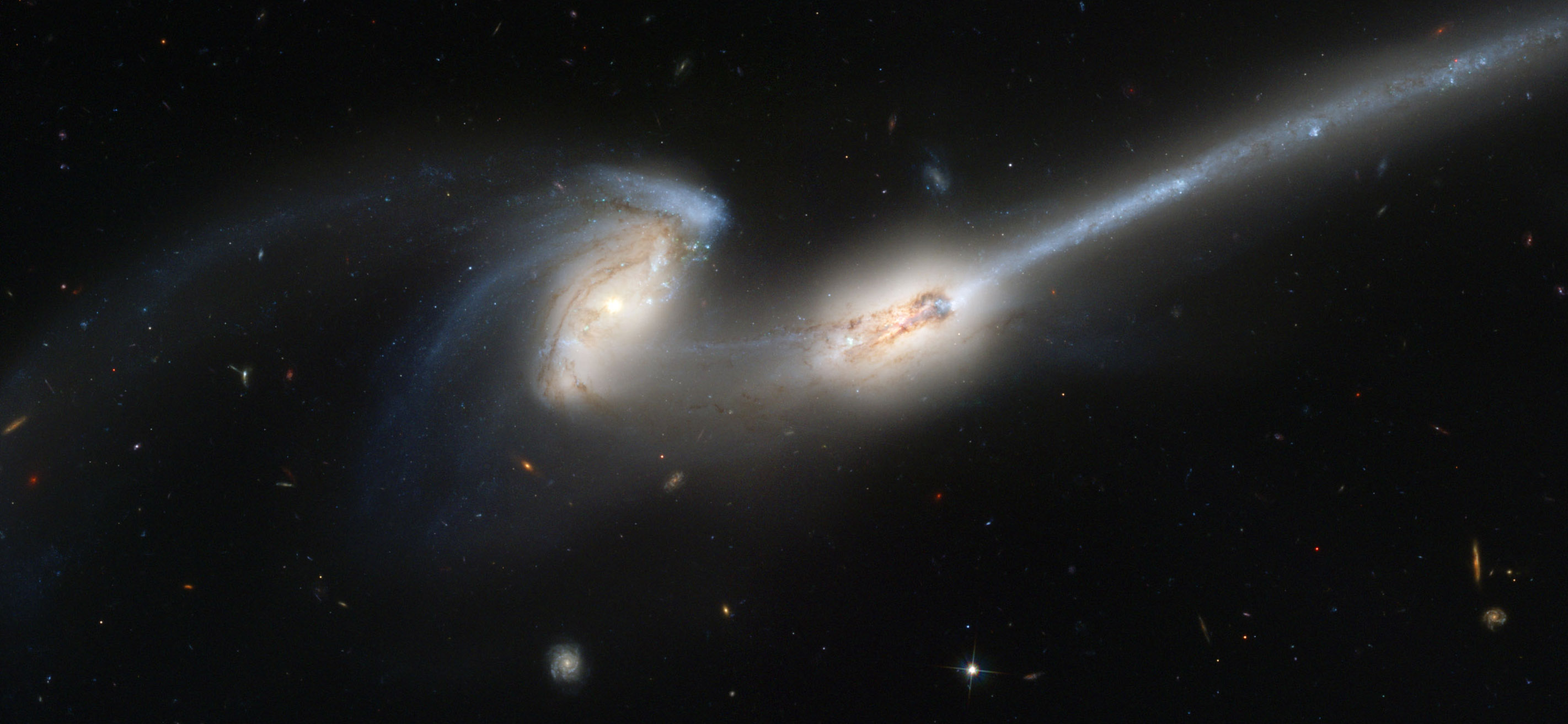
Las galaxias de los ratones.

Si una de las galaxias que choca es mucho más grande que la otra, quedará bastante intacta después de la fusión, es decir, la galaxia mayor parecerá más o menos como antes, mientras que la pequeña será desmembrada y pasará a formar parte de la grande. 
Si una galaxia pasa a través de la otra la perturbación de la forma de la galaxia es menor que en la fusión ya que las dos galaxias mantienen su material y su forma después de atravesarse.
Las colisiones galácticas ahora se simulan con frecuencia en computadoras, que utilizan principios de física realistas, incluida la simulación de fuerzas gravitacionales, fenómenos de disipación de gases, formación de estrellas y retroalimentación. La fricción dinámica ralentiza los pares de galaxias de movimiento relativo, que posiblemente se fusionen en algún punto, de acuerdo con la energía relativa inicial de las órbitas. Una biblioteca de colisiones de galaxias simuladas se puede encontrar en el sitio web del Observatorio de París: GALMER

## Canibalismo galáctico
El  'canibalismo galáctico' se refiere al proceso por el cual una galaxia grande, a través de interacciones gravitacionales de marea con una compañera, se fusiona con la compañera, conformando una galaxia mayor y a menudo irregular.
El resultado más común de la fusión gravitacional de dos o más galaxias es una galaxia irregular, que tanto puede ser elíptica como espiral.
Se ha sugerido que el canibalismo galáctico está sucediendo actualmente entre la Vía Láctea y las nubes de Magallanes. Como prueba de esta teoría se aducen los flujos de hidrógeno en forma de arco de forma gravitacional atraídos hacia la Vía Láctea desde estas dos galaxias enanas (corriente magallánica). 

## Galaxias importantes en interacción

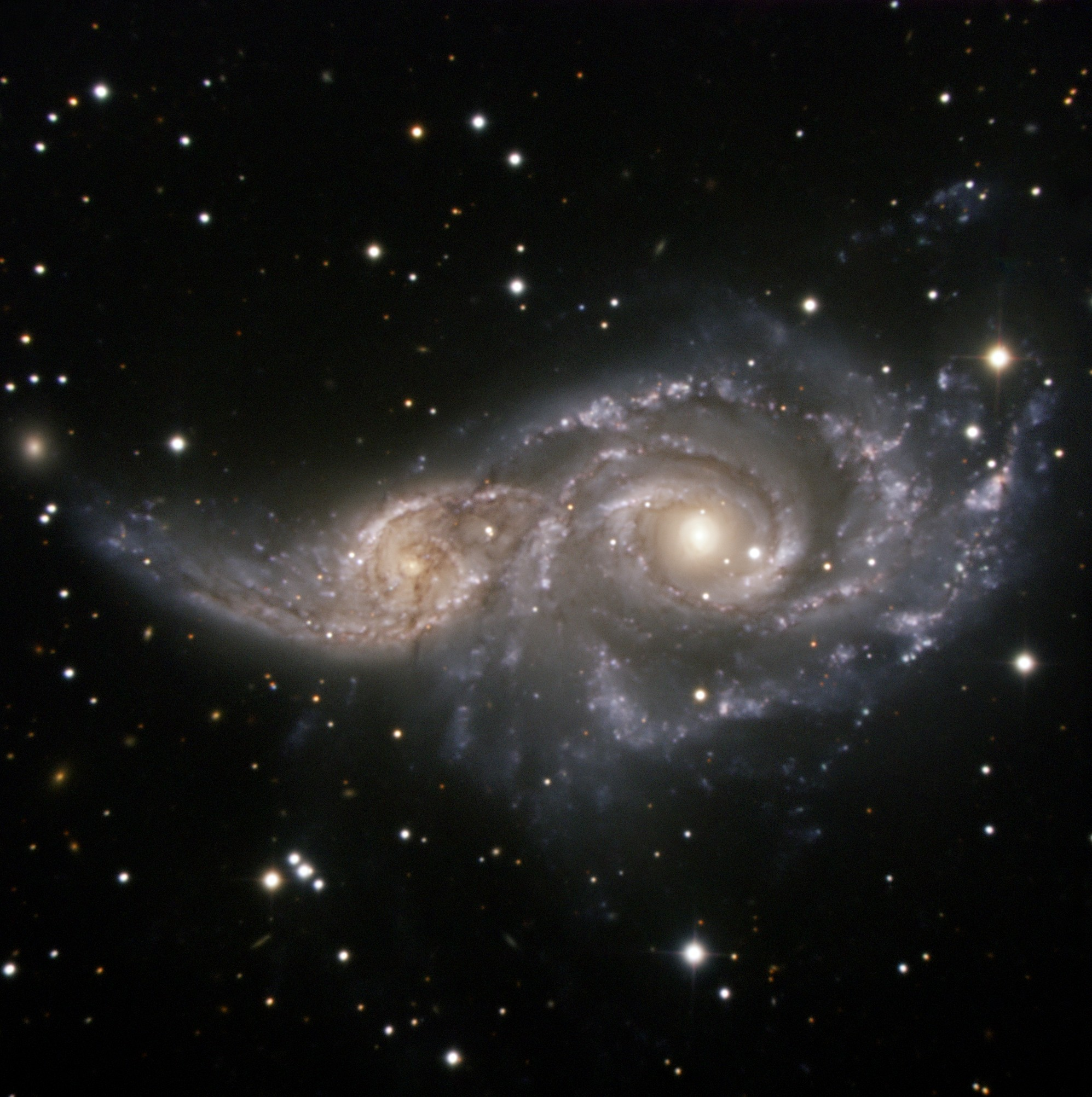
NGC 2207 e IC 2163.

| Nom                                 | Tipo         | Distancia (millones al) | Magnitud | Notas                                             |
| ----------------------------------- | ------------ | ----------------------- | -------- | ------------------------------------------------- |
| Galaxia Remolino (M51)              | SAc (SB0-a)  | 37                      | +8.4     | Satélite interactuando con su primaria            |
| NGC 2207 e IC 2163                  | SAc/SAbc     | 114                     | +11      | Galaxias en la primera fase de colisión galáctica |
| Galaxias de los ratones (IC 819/20) | S0/SB(s)ab   | 300                     | +13.5    | Galaxias en la segunda fase de colisión galáctica |
| NGC 1097                            | SB(s)bc (E6) | 45                      | +9.5     | Satélite interactuando con su primaria            |
| Galaxias Antennae (NGC 4038/9)      | SAc/SBm      | 68                      | +10.3    | Galaxias en la tercera fase de colisión galáctica |
| NGC 520                             | S            | 100                     | +11.3    | Galaxias en la tercera fase de colisión galáctica |

## Futura colisión de la Vía Láctea con la Galaxia de Andrómeda
Los astrónomos estiman que nuestra galaxia, la Vía Láctea, colisionará con la galaxia de Andrómeda dentro de unos cuatro mil millones de años. Se cree que las dos galaxias espirales se fusionaran para formar una galaxia espiral gigante también llamada "Lactómeda" .